# クラウス・フィーツェ
クラウス・フィーツェ（ドイツ語: Klaus Vietze、1963年2月11日 - ）は、ドイツの外交官。2018年8月より駐日大使館首席公使を務めており、特命全権大使の不在時には臨時代理大使を兼任する。
彼はドイツ民主共和国（東ドイツ）の東ベルリン生まれでフンボルト大学（現ベルリン・フンボルト大学）出身だが、彼が外交官になったのはドイツ統一により東ドイツがドイツ連邦共和国（旧西ドイツかつ現統一ドイツ）に編入された後の1992年であった。彼はフンボルト大学在学中に日本地域研究を修めただけでなく東海大学に留学した経験があり、外務省入省後には数次にわたる日本や中国での在外勤務経験がある東アジア通で、一帯一路を始めとするドイツの対中政策をめぐる議論に長年にわたって参画してきた。
2019年8月には、広島で開かれた平和記念式典にアンティエ夫人と共に参列している。

## 学歴
- 1984年 - 1989年: フンボルト大学（現ベルリン・フンボルト大学）で日本地域研究（専攻: 日本語、経済貿易関係）[1]
- 1987年 - 1988年: 東海大学に留学[1]
- 1990年 - 1991年: ハーバード大学研究員[1]

## 外交経歴
- 1992年 - 1994年: ボンの外務省 外交官研修[1]
- 1994年 - 1995年: ボンの外務省 EU・ASEAN担当[1]
- 1995年 - 1999年: 在大阪・神戸ドイツ総領事館 領事[1]
- 1999年 - 2002年: ベルリンの外務省 日本担当[1]
- 2003年 - 2004年: 在ウィーン国際機関ドイツ政府代表部 核軍縮・包括的核実験禁止条約（CTBT）担当[1]
- 2004年 - 2008年: 駐日ドイツ大使館 広報部長[1]
- 2008年 - 2012年: ベルリンの外務省 中国担当副課長[1]
- 2012年 - 2014年: 在中華人民共和国ドイツ大使館（ドイツ語版、中国語版） 政治部長[1]
- 2014年 - 2018年: ドイツ大統領府 アジア・アフリカ担当課長[1]
- 2018年8月 - 　　: 駐日ドイツ大使館 首席公使[1]、特命全権大使の不在時には臨時代理大使を兼任[2]